# NGC 3614
NGC 3614 este o intermediate spiral galaxy⁠(d) situată în constelația Ursa Mare. A fost descoperită în 5 februarie 1788 de către William Herschel. Se află la o distanță de 34,99 de megaparseci de Pământ.